# Konstantin Pantelić
Konstantin Pantelić (en serbe cyrillique : Константин Пантелић) était un peintre serbe du XIXe siècle. Il a surtout réalisé des icônes, notamment pour des iconostases, ainsi que des fresques pour les églises.

## Quelques réalisations

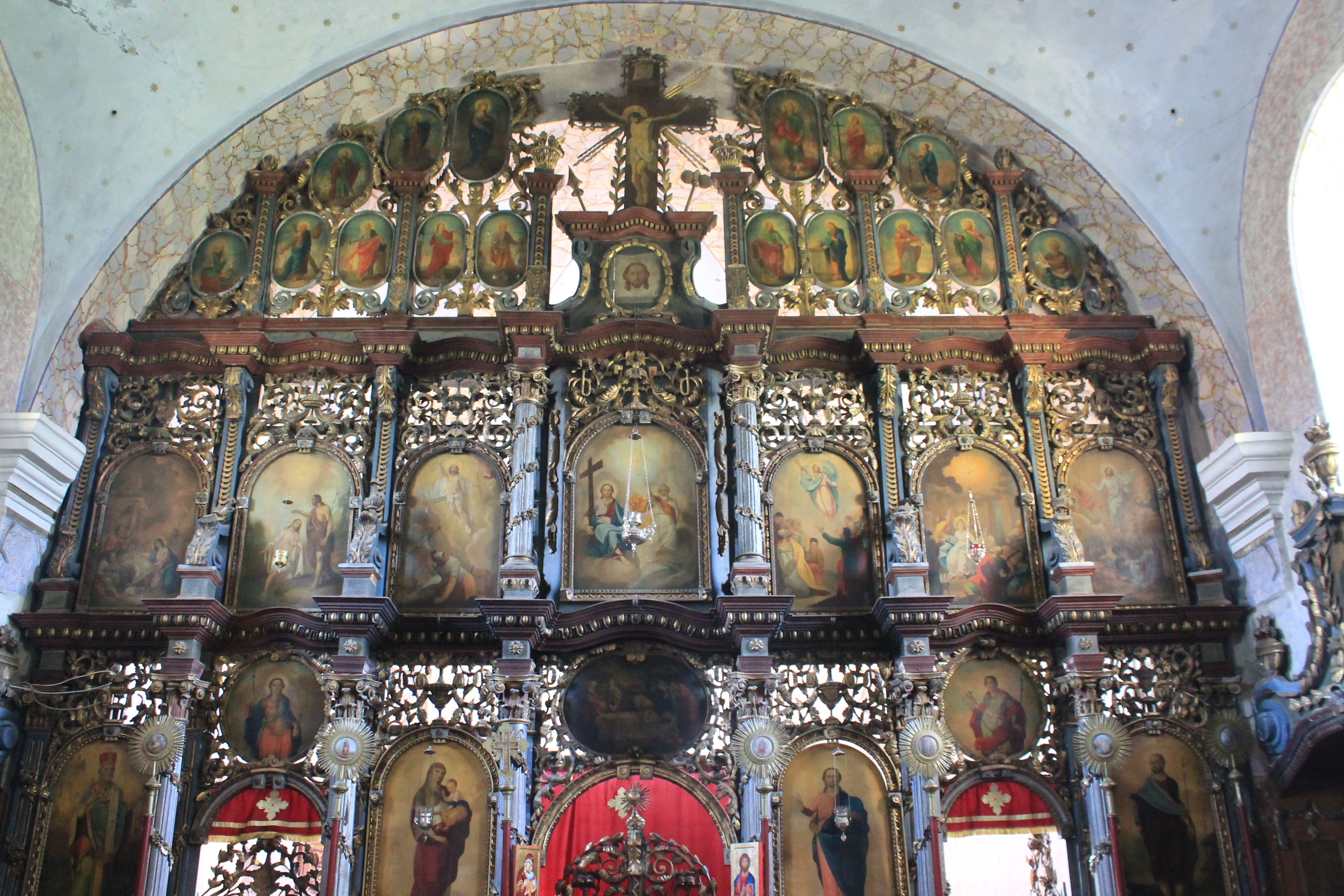
L'iconostase de l'église Saint-Nicolas de Bačinci.

- l'iconostase de l'église Saint-Nicolas de Bačinci en 1831[1] ;
- l'icône de la Sainte Trinité dans l'église Saint-Joseph de Čerević en 1835[2] ;
- l'iconostase de l'église Saint-Georges de Banoštor en 1836[3] ;
- un Christ au tombeau dans l'église de la Nativité-de-Saint-Jean-Baptiste de Bačka Palanka en 1836[4] ;
- l'icône de saint Wendelin dans l'église de l'Exaltation-de-la-Sainte-Croix à Ruma en 1841[5] ;
- l'iconostase de l'église de l'Ascension à Deč en 1848[6]
- les fresques des voûtes et de la nef de l'église Saint-Nicolas de Sibač en 1851[7] ;
- l'iconostase de l'église Saint-Jean-le-Théologien de Sremski Mihaljevci en 1855[8] ;
- l'iconostase de l'église Saint-Nicolas de Sakule en 1856-1857[9],[10] ;
- l'icône du trône de la Mère de Dieu dans l'église de l'Ascension à Ruma en 1860[11] ;
- le chœur et les trônes de l'église de l'Épiphanie de Srbobran[12].

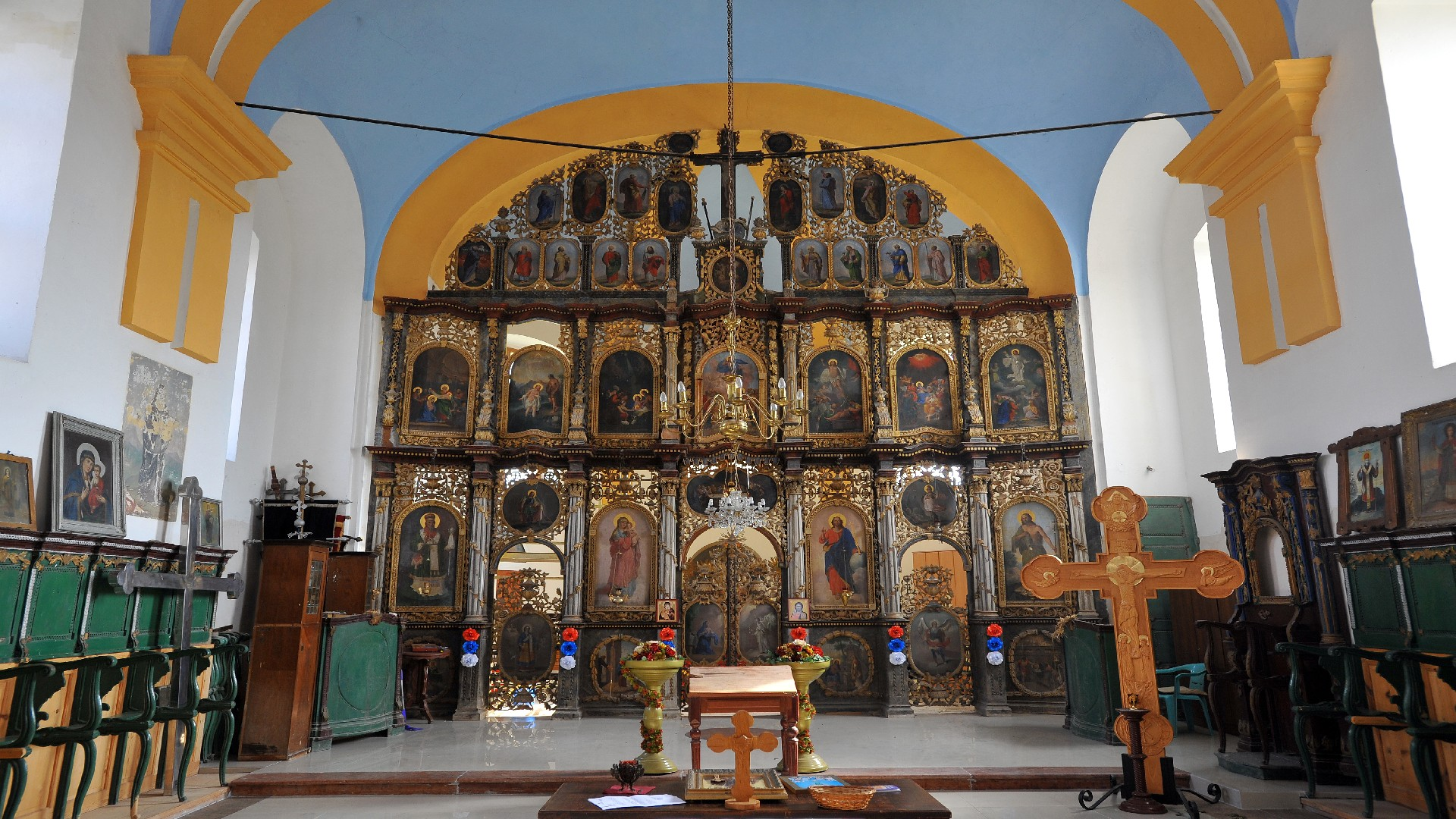
L'iconostase de l'église de l'Ascension de Deč.